# THX
THX (від англ. Tomlinson Holman’s eXperiment)) — це система сертифікації обладнання та монтажу відтворення звуку і зображення, створені в 1982 році Холманом (Thomlinson Holman) під егідою Lucasfilm. Мета — домогтися студійної якості звучання в звичайних кінотеатрах і домашніх кінотеатрах.
Існує дві версії ТНХ для дому — Ultra (оригінальна розробка, з дотриманням усіх жорстких вимог і максимальною якістю) і Select (здешевлений варіант, з видаленням частини функцій, призначений для невеликих кімнат і гаманців). У другому варіанті, орієнтованому на невеликі приміщення, в основному були знижені вимоги до розсіювання звуку у фронтальних колонок і до потужності системи.
THX Surround EX — є надбудовою над DD5.1 EX і DTS6.1 ES — форматами з додатковим тиловим центром. ТНХ використовує в таких схемах два тилових центральних канали з досягненням 7.1 схеми. Акустика для шостого та сьомого додаткових каналів рекомендується дипольна. При подачі в таку систему 5.1 матеріалу реалізується повноцінна 7.1 схема відтворення. ТНХ ЕХ — лише набір розширень для стандартів звуку DD / DTS , сам він за специфікацією може бути як Ultra, так і Select.